# Love Sensuality Devotion: The Greatest Hits
Love Sensuality Devotion: The Greatest Hits е компилация с най-доброто на немската ню ейдж/електронна група Енигма, издадена на 8 октомври 2001. Този албум, заедно с последвалата го компилация с ремикси „Love Sensuality Devotion: The Remix Collection“ се счита за естествен завършек на една цяла ера в музиката на Енигма. Албумът включва по-голямата част от синглите издавани в периода 1999 – 2000, както и няколко допълнителни песни от студийните албуми.
„Love Sensuality Devotion: The Greatest Hits“ включва 3 песни от „MCMXC a.D.“, 4 от „The Cross of Changes“, 4 от „Le Roi Est Mort, Vive Le Roi!“, още 5 от „The Screen Behind the Mirror“ и е допълнен с една нова песен „Turn Around“ и нейното интро „The Landing“. Turn Around е издадена като сингъл със съпровождащ го видеоклип.
Синглите, които не са включени в албума са: „The Rivers of Belief“, „Out from the Deep“ и „The Eyes of Truth“. Няма реална информация защо не са били включени в компилацията точно тези песни.
Името на албума е акроним за популярния наркотик ЛСД (Love Sensuality Devotion).

## Песни
1. The Landing – 1:04
2. Turn Around – 3:51
3. Gravity of Love – 3:59
4. T.N.T. for the Brain – 5:18
5. Modern Crusaders – 3:53
6. Shadows in Silence – 4:19
7. Return to Innocence – 4:15
8. I Love You... I'll Kill You – 8:01
9. Principles of Lust – 3:08
10. Sadeness (Part I) – 4:15
11. Silence Must be Heard – 4:46
12. Smell of Desire – 4:32
13. Mea Culpa – 4:31
14. Push the Limits – 3:48
15. Beyond the Invisible – 4:50
16. Age of Loneliness – 4:10
17. Morphing Thru Time – 5:26
18. The Cross of Changes – 2:15

## Charts
Световни продажби: около 5.5 милиона копия.
| Държава                 | Върхова позиция |
| ----------------------- | --------------- |
| Гърция                  | 1               |
| Португалия              | 2               |
| Германия                | 3               |
| Нова Зеландия           | 4               |
| Норвегия                | 5               |
| Хонг Конг               | 5               |
| Европа                  | 6               |
| Дания                   | 8               |
| Холандия                | 9               |
| Австрия                 | 9               |
| Франция                 | 10              |
| Швеция                  | 10              |
| Унгария                 | 10              |
| Тайланд                 | 10              |
| Швейцария               | 11              |
| САЩ Топ интернет албуми | 15              |
| Италия                  | 17              |
| Белгия                  | 19              |
| Испания                 | 20              |
| Канада                  | 22              |
| САЩ Билборд Топ 200     | 27              |
| Великобритания          | 27              |
| Япония                  | 30              |
| Чехия                   | 42              |
| Ирландия                | 45              |